# 全国高等学校野球選手権大会 (和歌山県勢)
全国高等学校野球選手権大会における和歌山県勢の成績について記す。

## 全国中等学校優勝野球大会
| 年度（大会）         | 代表校                           | 試合結果                 | 試合結果                          | 成績                     |
| -------------------- | -------------------------------- | ------------------------ | --------------------------------- | ------------------------ |
| 1915年（第1回大会）  | 和歌山中（関西・初出場）         | 1回戦                    | ○ 15 - 2 久留米商                 | ベスト4                  |
| 1915年（第1回大会）  | 和歌山中（関西・初出場）         | 準々決勝                 | ○ 7 - 1 鳥取中                    | ベスト4                  |
| 1915年（第1回大会）  | 和歌山中（関西・初出場）         | 準決勝                   | △ 1 - 1 京都二中（9回裏降雨引分） | ベスト4                  |
| 1915年（第1回大会）  | 和歌山中（関西・初出場）         | 準決勝                   | ● 5 - 9 京都二中                  | ベスト4                  |
| 1916年（第2回大会）  | 和歌山中（紀和・2年連続2回目）   | 1回戦                    | ○ 2 - 1 鳥取中                    | ベスト4                  |
| 1916年（第2回大会）  | 和歌山中（紀和・2年連続2回目）   | 準々決勝                 | ○ 6 - 4 広島商                    | ベスト4                  |
| 1916年（第2回大会）  | 和歌山中（紀和・2年連続2回目）   | 準決勝                   | ● 3 - 7 慶応普通部                | ベスト4                  |
| 1917年（第3回大会）  | 和歌山中（紀和・3年連続3回目）   | 1回戦                    | ● 0 - 1 京都一中                  | 初戦敗退                 |
| 1918年（第4回大会）  | 和歌山中（紀和・4年連続4回目）   | （米騒動による大会中止） | （米騒動による大会中止）          | （米騒動による大会中止） |
| 1919年（第5回大会）  | 和歌山中（紀和・5年連続5回目）   | 1回戦                    | ● 1 - 3 神戸一中                  | 初戦敗退                 |
| 1920年（第6回大会）  | 和歌山中（紀和・6年連続6回目）   | 1回戦                    | ● 1 - 5 京都一商                  | 初戦敗退                 |
| 1921年（第7回大会）  | 和歌山中（紀和・7年連続7回目）   | 2回戦                    | ○ 20 - 0 神戸一中                 | 優勝                     |
| 1921年（第7回大会）  | 和歌山中（紀和・7年連続7回目）   | 準々決勝                 | ○ 21 - 1 釜山商                   | 優勝                     |
| 1921年（第7回大会）  | 和歌山中（紀和・7年連続7回目）   | 準決勝                   | ○ 18 - 2 豊国中                   | 優勝                     |
| 1921年（第7回大会）  | 和歌山中（紀和・7年連続7回目）   | 決勝                     | ○ 16 - 4 京都一商                 | 優勝                     |
| 1922年（第8回大会）  | 和歌山中（紀和・8年連続8回目）   | 1回戦                    | ○ 8 - 0 早稲田実                  | 優勝                     |
| 1922年（第8回大会）  | 和歌山中（紀和・8年連続8回目）   | 準々決勝                 | ○ 4 - 1 立命館中                  | 優勝                     |
| 1922年（第8回大会）  | 和歌山中（紀和・8年連続8回目）   | 準決勝                   | ○ 2 - 1 松本商                    | 優勝                     |
| 1922年（第8回大会）  | 和歌山中（紀和・8年連続8回目）   | 決勝                     | ○ 8 - 4 神戸商                    | 優勝                     |
| 1923年（第9回大会）  | 和歌山中（紀和・9年連続9回目）   | 2回戦                    | ○ 9 - 2 金沢商                    | 準優勝                   |
| 1923年（第9回大会）  | 和歌山中（紀和・9年連続9回目）   | 準々決勝                 | ○ 8 - 2 広陵中                    | 準優勝                   |
| 1923年（第9回大会）  | 和歌山中（紀和・9年連続9回目）   | 準決勝                   | ○ 7 - 3 松江中                    | 準優勝                   |
| 1923年（第9回大会）  | 和歌山中（紀和・9年連続9回目）   | 決勝                     | ● 2 - 5 甲陽中                    | 準優勝                   |
| 1924年（第10回大会） | 和歌山中（紀和・10年連続10回目） | 2回戦                    | ● 2 - 4 広島商                    | 初戦敗退                 |
| 1925年（第11回大会） | 和歌山中（紀和・11年連続11回目） | 1回戦                    | ○ 2 - 0 熊本商                    | 2回戦                    |
| 1925年（第11回大会） | 和歌山中（紀和・11年連続11回目） | 2回戦                    | ● 0 - 1 早稲田実                  | 2回戦                    |
| 1926年（第12回大会） | 和歌山中（紀和・12年連続12回目） | 1回戦                    | ○ 6 - 4 愛知商                    | ベスト4                  |
| 1926年（第12回大会） | 和歌山中（紀和・12年連続12回目） | 2回戦                    | ○ 16 - 3 台北商                   | ベスト4                  |
| 1926年（第12回大会） | 和歌山中（紀和・12年連続12回目） | 準々決勝                 | ○ 9 - 3 鳥取一中                  | ベスト4                  |
| 1926年（第12回大会） | 和歌山中（紀和・12年連続12回目） | 準決勝                   | ● 0 - 1 大連商                    | ベスト4                  |
| 1927年（第13回大会） | 和歌山中（紀和・13年連続13回目） | 1回戦                    | ● 0 - 8 鹿児島商                  | 初戦敗退                 |
| 1928年（第14回大会） | 和歌山中（紀和・14年連続14回目） | 2回戦                    | ○ 12 - 0 佐賀中                   | ベスト8                  |
| 1928年（第14回大会） | 和歌山中（紀和・14年連続14回目） | 準々決勝                 | ● 1 - 3 高松中                    | ベスト8                  |
| 1929年（第15回大会） | 海草中（紀和・初出場）           | 2回戦                    | ○ 10 - 1 慶応商工                 | 準優勝                   |
| 1929年（第15回大会） | 海草中（紀和・初出場）           | 準々決勝                 | ○ 6 - 3 高松商                    | 準優勝                   |
| 1929年（第15回大会） | 海草中（紀和・初出場）           | 準決勝                   | ○ 9 - 4 台北一中（8回コールド）   | 準優勝                   |
| 1929年（第15回大会） | 海草中（紀和・初出場）           | 決勝                     | ● 0 - 3 広島商                    | 準優勝                   |
| 1930年（第16回大会） | 和歌山中（紀和・2年ぶり15回目）  | 1回戦                    | ○ 24 - 2 北海中                   | ベスト4                  |
| 1930年（第16回大会） | 和歌山中（紀和・2年ぶり15回目）  | 2回戦                    | ○ 4 - 2 敦賀商                    | ベスト4                  |
| 1930年（第16回大会） | 和歌山中（紀和・2年ぶり15回目）  | 準々決勝                 | ○ 4 - 3 静岡中                    | ベスト4                  |
| 1930年（第16回大会） | 和歌山中（紀和・2年ぶり15回目）  | 準決勝                   | ● 1 - 4 広島商                    | ベスト4                  |
| 1931年（第17回大会） | 和歌山商（紀和・初出場）         | 1回戦                    | ● 1 - 4 広陵中                    | 初戦敗退                 |
| 1932年（第18回大会） | 和歌山中（紀和・2年ぶり16回目）  | 1回戦                    | ○ 1 - 0 小倉工                    | 2回戦                    |
| 1932年（第18回大会） | 和歌山中（紀和・2年ぶり16回目）  | 2回戦                    | ● 0 - 1x 早稲田実（延長11回）     | 2回戦                    |
| 1934年（第20回大会） | 海南中（紀和・初出場）           | 2回戦                    | ○ 5 - 0 神戸一中                  | ベスト8                  |
| 1934年（第20回大会） | 海南中（紀和・初出場）           | 準々決勝                 | ● 2 - 4 呉港中                    | ベスト8                  |
| 1935年（第21回大会） | 海草中（紀和・6年ぶり2回目）     | 2回戦                    | ● 0 - 3 松山商                    | 初戦敗退                 |
| 1936年（第22回大会） | 和歌山商（紀和・5年ぶり2回目）   | 2回戦                    | ○ 10 - 0 福井商                   | ベスト8                  |
| 1936年（第22回大会） | 和歌山商（紀和・5年ぶり2回目）   | 準々決勝                 | ● 1 - 9 岐阜商                    | ベスト8                  |
| 1937年（第23回大会） | 海草中（紀和・2年ぶり3回目）     | 2回戦                    | ○ 1 - 0 徳島商                    | ベスト4                  |
| 1937年（第23回大会） | 海草中（紀和・2年ぶり3回目）     | 準々決勝                 | ○ 13 - 1 北海中                   | ベスト4                  |
| 1937年（第23回大会） | 海草中（紀和・2年ぶり3回目）     | 準決勝                   | ● 1 - 3 中京商                    | ベスト4                  |
| 1938年（第24回大会） | 海草中（紀和・2年連続4回目）     | 1回戦                    | ● 5 - 6x 平安中                   | 初戦敗退                 |
| 1939年（第25回大会） | 海草中（紀和・3年連続5回目）     | 1回戦                    | ○ 5 - 0 嘉義中                    | 優勝                     |
| 1939年（第25回大会） | 海草中（紀和・3年連続5回目）     | 2回戦                    | ○ 5 - 0 京都商                    | 優勝                     |
| 1939年（第25回大会） | 海草中（紀和・3年連続5回目）     | 準々決勝                 | ○ 3 - 0 米子中                    | 優勝                     |
| 1939年（第25回大会） | 海草中（紀和・3年連続5回目）     | 準決勝                   | ○ 8 - 0 島田商                    | 優勝                     |
| 1939年（第25回大会） | 海草中（紀和・3年連続5回目）     | 決勝                     | ○ 5 - 0 下関商                    | 優勝                     |
| 1940年（第26回大会） | 海草中（紀和・4年連続6回目）     | 2回戦                    | ○ 12 - 1 平壌一中                 | 優勝                     |
| 1940年（第26回大会） | 海草中（紀和・4年連続6回目）     | 準々決勝                 | ○ 4 - 3 京都商                    | 優勝                     |
| 1940年（第26回大会） | 海草中（紀和・4年連続6回目）     | 準決勝                   | ○ 3 - 1 松本商                    | 優勝                     |
| 1940年（第26回大会） | 海草中（紀和・4年連続6回目）     | 決勝                     | ○ 2 - 1 島田商                    | 優勝                     |
| 1946年（第28回大会） | 和歌山中（紀和・14年ぶり17回目） | 2回戦                    | ● 2 - 11 浪華商                   | 初戦敗退                 |
| 1947年（第29回大会） | 海草中（紀和・7年ぶり7回目）     | 2回戦                    | ● 0 - 3 岐阜商                    | 初戦敗退                 |

## 全国高等学校野球選手権大会
| 年度（大会）          | 代表校                                         | 試合結果                                       | 試合結果                                       | 成績                                           |
| --------------------- | ---------------------------------------------- | ---------------------------------------------- | ---------------------------------------------- | ---------------------------------------------- |
| 1948年（第30回大会）  | 桐蔭（紀和・2年ぶり18回目）                    | 1回戦                                          | ○ 6 - 4 芦屋                                   | 準優勝                                         |
| 1948年（第30回大会）  | 桐蔭（紀和・2年ぶり18回目）                    | 2回戦                                          | ○ 5 - 2 青森                                   | 準優勝                                         |
| 1948年（第30回大会）  | 桐蔭（紀和・2年ぶり18回目）                    | 準々決勝                                       | ○ 6 - 0 函館工                                 | 準優勝                                         |
| 1948年（第30回大会）  | 桐蔭（紀和・2年ぶり18回目）                    | 準決勝                                         | ○ 1 - 0 西京商                                 | 準優勝                                         |
| 1948年（第30回大会）  | 桐蔭（紀和・2年ぶり18回目）                    | 決勝                                           | ● 0 - 1 小倉                                   | 準優勝                                         |
| 1949年（第31回大会）  | 海南（紀和・15年ぶり2回目）                    | 1回戦                                          | ● 3 - 16 水戸商                                | 初戦敗退                                       |
| 1950年（第32回大会）  | 新宮（紀和・初出場）                           | 2回戦                                          | ● 9 - 10 鳴門                                  | 初戦敗退                                       |
| 1951年（第33回大会）  | 県和歌山商（紀和・15年ぶり3回目）              | 1回戦                                          | ○ 3 - 1 桐生                                   | ベスト4                                        |
| 1951年（第33回大会）  | 県和歌山商（紀和・15年ぶり3回目）              | 2回戦                                          | ○ 11 - 3 青森                                  | ベスト4                                        |
| 1951年（第33回大会）  | 県和歌山商（紀和・15年ぶり3回目）              | 準々決勝                                       | ○ 7 - 1 敦賀                                   | ベスト4                                        |
| 1951年（第33回大会）  | 県和歌山商（紀和・15年ぶり3回目）              | 準決勝                                         | ● 0 - 4 熊谷                                   | ベスト4                                        |
| 1952年（第34回大会）  | 新宮（紀和・2年ぶり2回目）                     | 1回戦                                          | ○ 1 - 0 法政二                                 | 2回戦                                          |
| 1952年（第34回大会）  | 新宮（紀和・2年ぶり2回目）                     | 2回戦                                          | ● 0 - 2 芦屋                                   | 2回戦                                          |
| 1954年（第36回大会）  | 新宮（紀和・2年ぶり3回目）                     | 2回戦                                          | ○ 2 - 0 武生                                   | ベスト4                                        |
| 1954年（第36回大会）  | 新宮（紀和・2年ぶり3回目）                     | 準々決勝                                       | ○ 1 - 0 北海（延長17回）                       | ベスト4                                        |
| 1954年（第36回大会）  | 新宮（紀和・2年ぶり3回目）                     | 準決勝                                         | ● 2 - 4 中京商                                 | ベスト4                                        |
| 1955年（第37回大会）  | 新宮（紀和・2年連続4回目）                     | 1回戦                                          | ○ 3 - 2 浪華商                                 | ベスト8                                        |
| 1955年（第37回大会）  | 新宮（紀和・2年連続4回目）                     | 2回戦                                          | ○ 2 - 0 小倉                                   | ベスト8                                        |
| 1955年（第37回大会）  | 新宮（紀和・2年連続4回目）                     | 準々決勝                                       | ● 0 - 6 中京商                                 | ベスト8                                        |
| 1956年（第38回大会）  | 新宮（紀和・3年連続5回目）                     | 1回戦                                          | ● 1 - 2 早稲田実                               | 初戦敗退                                       |
| 1957年（第39回大会）  | 県和歌山商（紀和・6年ぶり4回目）               | 1回戦                                          | ● 0 - 4 土浦一                                 | 初戦敗退                                       |
| 1958年（第40回大会）  | 海南（9年ぶり3回目）                           | 1回戦                                          | ○ 14 - 1福岡                                   | ベスト8                                        |
| 1958年（第40回大会）  | 海南（9年ぶり3回目）                           | 2回戦                                          | ○ 6 - 4 尾道商（延長11回）                     | ベスト8                                        |
| 1958年（第40回大会）  | 海南（9年ぶり3回目）                           | 3回戦                                          | ○ 1 - 0 姫路南                                 | ベスト8                                        |
| 1958年（第40回大会）  | 海南（9年ぶり3回目）                           | 準々決勝                                       | ● 3 - 4 柳井                                   | ベスト8                                        |
| 1961年（第43回大会）  | 桐蔭（紀和・14年ぶり19回目）                   | 1回戦                                          | ○ 3 - 0 海星                                   | 準優勝                                         |
| 1961年（第43回大会）  | 桐蔭（紀和・14年ぶり19回目）                   | 2回戦                                          | ○ 1x - 0 秋田商（延長10回）                    | 準優勝                                         |
| 1961年（第43回大会）  | 桐蔭（紀和・14年ぶり19回目）                   | 準々決勝                                       | ○ 5 - 0 福岡                                   | 準優勝                                         |
| 1961年（第43回大会）  | 桐蔭（紀和・14年ぶり19回目）                   | 準決勝                                         | ○ 5x - 4 岐阜商                                | 準優勝                                         |
| 1961年（第43回大会）  | 桐蔭（紀和・14年ぶり19回目）                   | 決勝                                           | ● 0 - 1 浪商                                   | 準優勝                                         |
| 1963年（第45回大会）  | 南部（初出場）                                 | 2回戦                                          | ○ 2 - 0 金沢泉丘                               | 3回戦                                          |
| 1963年（第45回大会）  | 南部（初出場）                                 | 3回戦                                          | ● 4 - 9 桐生                                   | 3回戦                                          |
| 1964年（第46回大会）  | 海南（紀和・6年ぶり4回目）                     | 2回戦                                          | ○ 4 - 3 修徳                                   | ベスト8                                        |
| 1964年（第46回大会）  | 海南（紀和・6年ぶり4回目）                     | 準々決勝                                       | ● 1 - 5 早鞆                                   | ベスト8                                        |
| 1967年（第49回大会）  | 市和歌山商（紀和・初出場）                     | 1回戦                                          | ○ 4 - 0 宮崎大宮                               | ベスト4                                        |
| 1967年（第49回大会）  | 市和歌山商（紀和・初出場）                     | 2回戦                                          | ○ 4x - 3 今治南（延長10回）                    | ベスト4                                        |
| 1967年（第49回大会）  | 市和歌山商（紀和・初出場）                     | 準々決勝                                       | ○ 19 - 5 大分商                                | ベスト4                                        |
| 1967年（第49回大会）  | 市和歌山商（紀和・初出場）                     | 準決勝                                         | ● 1 - 2 広陵                                   | ベスト4                                        |
| 1968年（第50回大会）  | 星林（初出場）                                 | 2回戦                                          | ○ 6 - 3 日大一                                 | 3回戦                                          |
| 1968年（第50回大会）  | 星林（初出場）                                 | 3回戦                                          | ● 0 - 2 興国                                   | 3回戦                                          |
| 1970年（第52回大会）  | 箕島（紀和・初出場）                           | 1回戦                                          | ○ 8 - 0 北見柏陽                               | 2回戦                                          |
| 1970年（第52回大会）  | 箕島（紀和・初出場）                           | 2回戦                                          | ● 1 - 6 岐阜短大付                             | 2回戦                                          |
| 1973年（第55回大会）  | 箕島（3年ぶり2回目）                           | 1回戦                                          | ● 4 - 9 丸子実                                 | 初戦敗退                                       |
| 1978年（第60回大会）  | 箕島（5年ぶり3回目）                           | 1回戦                                          | ○ 1 - 0 能代                                   | 3回戦                                          |
| 1978年（第60回大会）  | 箕島（5年ぶり3回目）                           | 2回戦                                          | ○ 6 - 1 広島工                                 | 3回戦                                          |
| 1978年（第60回大会）  | 箕島（5年ぶり3回目）                           | 3回戦                                          | ● 4 - 5 中京                                   | 3回戦                                          |
| 1979年（第61回大会）  | 箕島（2年連続4回目）                           | 2回戦                                          | ○ 7 - 3 札幌商                                 | 優勝                                           |
| 1979年（第61回大会）  | 箕島（2年連続4回目）                           | 3回戦                                          | ○ 4x - 3 星稜（延長18回）                      | 優勝                                           |
| 1979年（第61回大会）  | 箕島（2年連続4回目）                           | 準々決勝                                       | ○ 4 - 1 城西                                   | 優勝                                           |
| 1979年（第61回大会）  | 箕島（2年連続4回目）                           | 準決勝                                         | ○ 3 - 2 横浜商                                 | 優勝                                           |
| 1979年（第61回大会）  | 箕島（2年連続4回目）                           | 決勝                                           | ○ 4 - 3 池田                                   | 優勝                                           |
| 1980年（第62回大会）  | 箕島（3年連続5回目）                           | 1回戦                                          | ○ 5 - 0 国立                                   | ベスト8                                        |
| 1980年（第62回大会）  | 箕島（3年連続5回目）                           | 2回戦                                          | ○ 5 - 0 高知商                                 | ベスト8                                        |
| 1980年（第62回大会）  | 箕島（3年連続5回目）                           | 3回戦                                          | ○ 5 - 3 美濃加茂                               | ベスト8                                        |
| 1980年（第62回大会）  | 箕島（3年連続5回目）                           | 準々決勝                                       | ● 2 - 3 横浜                                   | ベスト8                                        |
| 1981年（第63回大会）  | 和歌山工（初出場）                             | 1回戦                                          | ○ 4 - 0 星稜                                   | ベスト8                                        |
| 1981年（第63回大会）  | 和歌山工（初出場）                             | 2回戦                                          | ○ 2 - 0 近江                                   | ベスト8                                        |
| 1981年（第63回大会）  | 和歌山工（初出場）                             | 3回戦                                          | ○ 4 - 0 熊谷商                                 | ベスト8                                        |
| 1981年（第63回大会）  | 和歌山工（初出場）                             | 準々決勝                                       | ● 0 - 2 京都商                                 | ベスト8                                        |
| 1982年（第64回大会）  | 南部（19年ぶり2回目）                          | 1回戦                                          | ● 0 - 1 熊谷                                   | 初戦敗退                                       |
| 1983年（第65回大会）  | 箕島（3年ぶり6回目）                           | 1回戦                                          | ○ 4x - 3 吉田（延長13回）                      | 3回戦                                          |
| 1983年（第65回大会）  | 箕島（3年ぶり6回目）                           | 2回戦                                          | ○ 5 - 3 駒大岩見沢                             | 3回戦                                          |
| 1983年（第65回大会）  | 箕島（3年ぶり6回目）                           | 3回戦                                          | ● 2 - 8 高知商                                 | 3回戦                                          |
| 1984年（第66回大会）  | 箕島（2年連続7回目）                           | 2回戦                                          | ● 3 - 5 取手二                                 | 初戦敗退                                       |
| 1985年（第67回大会）  | 和歌山工（4年ぶり2回目）                       | 2回戦                                          | ● 1 - 11 海星                                  | 初戦敗退                                       |
| 1986年（第68回大会）  | 桐蔭（25年ぶり20回目）                         | 1回戦                                          | ● 2 - 3 宇都宮工                               | 初戦敗退                                       |
| 1987年（第69回大会）  | 智弁和歌山（初出場）                           | 1回戦                                          | ● 1 - 2 東北                                   | 初戦敗退                                       |
| 1988年（第70回大会）  | 高野山（初出場）                               | 1回戦                                          | ● 1 - 4 堀越                                   | 初戦敗退                                       |
| 1989年（第71回大会）  | 智弁和歌山（2年ぶり2回目）                     | 1回戦                                          | ● 1 - 2 成東（延長11回）                       | 初戦敗退                                       |
| 1990年（第72回大会）  | 星林（22年ぶり2回目）                          | 2回戦                                          | ○ 5x - 4 中標津                                | 3回戦                                          |
| 1990年（第72回大会）  | 星林（22年ぶり2回目）                          | 3回戦                                          | ● 1 - 6 山陽                                   | 3回戦                                          |
| 1991年（第73回大会）  | 智弁和歌山（2年ぶり3回目）                     | 1回戦                                          | ● 2 - 3 学法石川                               | 初戦敗退                                       |
| 1992年（第74回大会）  | 智弁和歌山（2年連続4回目）                     | 2回戦                                          | ● 3 - 4 拓大紅陵                               | 初戦敗退                                       |
| 1993年（第75回大会）  | 智弁和歌山（3年連続5回目）                     | 1回戦                                          | ○ 2x - 1 東北（延長12回）                      | 3回戦                                          |
| 1993年（第75回大会）  | 智弁和歌山（3年連続5回目）                     | 2回戦                                          | ○ 5 - 2 城北                                   | 3回戦                                          |
| 1993年（第75回大会）  | 智弁和歌山（3年連続5回目）                     | 3回戦                                          | ● 1 - 2 徳島商                                 | 3回戦                                          |
| 1994年（第76回大会）  | 市和歌山商（27年ぶり2回目）                    | 2回戦                                          | ● 0 - 1 双葉                                   | 初戦敗退                                       |
| 1995年（第77回大会）  | 田辺（初出場）                                 | 1回戦                                          | ● 2 - 12 韮山                                  | 初戦敗退                                       |
| 1996年（第78回大会）  | 智弁和歌山（3年ぶり6回目）                     | 1回戦                                          | ● 4 - 7 水戸短大付                             | 初戦敗退                                       |
| 1997年（第79回大会）  | 智弁和歌山（2年連続7回目）                     | 2回戦                                          | ○ 19 - 6 日本文理                              | 優勝                                           |
| 1997年（第79回大会）  | 智弁和歌山（2年連続7回目）                     | 3回戦                                          | ○ 10 - 4 福岡工大付                            | 優勝                                           |
| 1997年（第79回大会）  | 智弁和歌山（2年連続7回目）                     | 準々決勝                                       | ○ 6 - 4 佐野日大                               | 優勝                                           |
| 1997年（第79回大会）  | 智弁和歌山（2年連続7回目）                     | 準決勝                                         | ○ 1x - 0 浦添商（延長10回）                    | 優勝                                           |
| 1997年（第79回大会）  | 智弁和歌山（2年連続7回目）                     | 決勝                                           | ○ 6 - 3 平安                                   | 優勝                                           |
| 1998年（第80回大会）  | 智弁和歌山（3年連続8回目）                     | 1回戦                                          | ○ 5 - 2 掛川西                                 | 3回戦                                          |
| 1998年（第80回大会）  | 智弁和歌山（3年連続8回目）                     | 2回戦                                          | ○ 6 - 2 岐阜三田                               | 3回戦                                          |
| 1998年（第80回大会）  | 智弁和歌山（3年連続8回目）                     | 3回戦                                          | ● 6 - 7 豊田大谷                               | 3回戦                                          |
| 1999年（第81回大会）  | 智弁和歌山（4年連続9回目）                     | 2回戦                                          | ○ 5 - 2 城東                                   | ベスト4                                        |
| 1999年（第81回大会）  | 智弁和歌山（4年連続9回目）                     | 3回戦                                          | ○ 2 - 0 尽誠学園                               | ベスト4                                        |
| 1999年（第81回大会）  | 智弁和歌山（4年連続9回目）                     | 準々決勝                                       | ○ 7 - 2 柏陵                                   | ベスト4                                        |
| 1999年（第81回大会）  | 智弁和歌山（4年連続9回目）                     | 準決勝                                         | ● 4 - 5x 岡山理大付                            | ベスト4                                        |
| 2000年（第82回大会）  | 智弁和歌山（5年連続10回目）                    | 1回戦                                          | ○ 14 - 4 新発田農                              | 優勝                                           |
| 2000年（第82回大会）  | 智弁和歌山（5年連続10回目）                    | 2回戦                                          | ○ 7 - 6 中京大中京                             | 優勝                                           |
| 2000年（第82回大会）  | 智弁和歌山（5年連続10回目）                    | 3回戦                                          | ○ 11 - 7 PL学園                                | 優勝                                           |
| 2000年（第82回大会）  | 智弁和歌山（5年連続10回目）                    | 準々決勝                                       | ○ 7x - 6 柳川（延長11回）                      | 優勝                                           |
| 2000年（第82回大会）  | 智弁和歌山（5年連続10回目）                    | 準決勝                                         | ○ 7 - 5 光星学院                               | 優勝                                           |
| 2000年（第82回大会）  | 智弁和歌山（5年連続10回目）                    | 決勝                                           | ○ 11 - 6 東海大浦安                            | 優勝                                           |
| 2001年（第83回大会）  | 初芝橋本（初出場）                             | 2回戦                                          | ● 2 - 9 光星学院                               | 初戦敗退                                       |
| 2002年（第84回大会）  | 智弁和歌山（2年ぶり11回目）                    | 1回戦                                          | ○ 5 - 4 札幌第一（延長10回）                   | 準優勝                                         |
| 2002年（第84回大会）  | 智弁和歌山（2年ぶり11回目）                    | 2回戦                                          | ○ 4 - 1 東邦                                   | 準優勝                                         |
| 2002年（第84回大会）  | 智弁和歌山（2年ぶり11回目）                    | 3回戦                                          | ○ 7 - 3 智弁学園                               | 準優勝                                         |
| 2002年（第84回大会）  | 智弁和歌山（2年ぶり11回目）                    | 準々決勝                                       | ○ 7 - 1 鳴門工                                 | 準優勝                                         |
| 2002年（第84回大会）  | 智弁和歌山（2年ぶり11回目）                    | 準決勝                                         | ○ 6 - 1 帝京                                   | 準優勝                                         |
| 2002年（第84回大会）  | 智弁和歌山（2年ぶり11回目）                    | 決勝                                           | ● 2 - 7 明徳義塾                               | 準優勝                                         |
| 2003年（第85回大会）  | 智弁和歌山（2年連続12回目）                    | 1回戦                                          | ○ 6 - 1 長野工                                 | 2回戦                                          |
| 2003年（第85回大会）  | 智弁和歌山（2年連続12回目）                    | 2回戦                                          | ● 3 - 6 常総学院                               | 2回戦                                          |
| 2004年（第86回大会）  | 市和歌山商（10年ぶり3回目）                    | 1回戦                                          | ○ 11 - 6 宇都宮南                              | 2回戦                                          |
| 2004年（第86回大会）  | 市和歌山商（10年ぶり3回目）                    | 2回戦                                          | ● 4 - 8 聖光学院                               | 2回戦                                          |
| 2005年（第87回大会）  | 智弁和歌山（2年ぶり13回目）                    | 1回戦                                          | ● 5 - 7 青森山田                               | 初戦敗退                                       |
| 2006年（第88回大会）  | 智弁和歌山（2年連続14回目）                    | 1回戦                                          | ○ 4 - 1 県岐阜商                               | ベスト4                                        |
| 2006年（第88回大会）  | 智弁和歌山（2年連続14回目）                    | 2回戦                                          | ○ 5 - 2 金沢                                   | ベスト4                                        |
| 2006年（第88回大会）  | 智弁和歌山（2年連続14回目）                    | 3回戦                                          | ○ 8 - 3 八重山商工                             | ベスト4                                        |
| 2006年（第88回大会）  | 智弁和歌山（2年連続14回目）                    | 準々決勝                                       | ○ 13x - 12 帝京                                | ベスト4                                        |
| 2006年（第88回大会）  | 智弁和歌山（2年連続14回目）                    | 準決勝                                         | ● 4 - 7 駒大苫小牧                             | ベスト4                                        |
| 2007年（第89回大会）  | 智弁和歌山（3年連続15回目）                    | 1回戦                                          | ● 2 - 4 仙台育英                               | 初戦敗退                                       |
| 2008年（第90回大会）  | 智弁和歌山（4年連続16回目）                    | 1回戦                                          | ○ 3 - 0 済美                                   | ベスト8                                        |
| 2008年（第90回大会）  | 智弁和歌山（4年連続16回目）                    | 2回戦                                          | ○ 5 - 2 木更津総合                             | ベスト8                                        |
| 2008年（第90回大会）  | 智弁和歌山（4年連続16回目）                    | 3回戦                                          | ○ 15 - 3 駒大岩見沢                            | ベスト8                                        |
| 2008年（第90回大会）  | 智弁和歌山（4年連続16回目）                    | 準々決勝                                       | ● 10 - 13 常葉菊川                             | ベスト8                                        |
| 2009年（第91回大会）  | 智弁和歌山（5年連続17回目）                    | 1回戦                                          | ○ 2 - 0 滋賀学園                               | 3回戦                                          |
| 2009年（第91回大会）  | 智弁和歌山（5年連続17回目）                    | 2回戦                                          | ○ 8 - 5 札幌第一                               | 3回戦                                          |
| 2009年（第91回大会）  | 智弁和歌山（5年連続17回目）                    | 3回戦                                          | ● 1 - 4 都城商                                 | 3回戦                                          |
| 2010年（第92回大会）  | 智弁和歌山（6年連続18回目）                    | 1回戦                                          | ● 1 - 2 成田                                   | 初戦敗退                                       |
| 2011年（第93回大会）  | 智弁和歌山（7年連続19回目）                    | 1回戦                                          | ○ 11 - 1 花咲徳栄                              | 3回戦                                          |
| 2011年（第93回大会）  | 智弁和歌山（7年連続19回目）                    | 2回戦                                          | ○ 8x - 7 白樺学園（延長10回）                  | 3回戦                                          |
| 2011年（第93回大会）  | 智弁和歌山（7年連続19回目）                    | 3回戦                                          | ● 4 - 6 日大三                                 | 3回戦                                          |
| 2012年（第94回大会）  | 智弁和歌山（8年連続20回目）                    | 2回戦                                          | ● 2 - 3 神村学園                               | 初戦敗退                                       |
| 2013年（第95回大会）  | 箕島（29年ぶり8回目）                          | 1回戦                                          | ● 2 - 4 日川                                   | 初戦敗退                                       |
| 2014年（第96回大会）  | 市和歌山（10年ぶり4回目）                      | 1回戦                                          | ● 1 - 2x 鹿屋中央（延長12回）                  | 初戦敗退                                       |
| 2015年（第97回大会）  | 智弁和歌山（3年ぶり21回目）                    | 1回戦                                          | ● 4 - 9 津商                                   | 初戦敗退                                       |
| 2016年（第98回大会）  | 市和歌山（2年ぶり5回目）                       | 1回戦                                          | ○ 8 - 2 星稜                                   | 2回戦                                          |
| 2016年（第98回大会）  | 市和歌山（2年ぶり5回目）                       | 2回戦                                          | ● 4 - 6 日南学園                               | 2回戦                                          |
| 2017年（第99回大会）  | 智弁和歌山（2年ぶり22回目）                    | 1回戦                                          | ○ 9 - 6 興南                                   | 2回戦                                          |
| 2017年（第99回大会）  | 智弁和歌山（2年ぶり22回目）                    | 2回戦                                          | ● 1 - 2 大阪桐蔭                               | 2回戦                                          |
| 2018年（第100回大会） | 智弁和歌山（2年連続23回目）                    | 1回戦                                          | ● 3 - 7 近江                                   | 初戦敗退                                       |
| 2019年（第101回大会） | 智弁和歌山（3年連続24回目）                    | 1回戦                                          | ○ 8 - 1 米子東                                 | 3回戦                                          |
| 2019年（第101回大会） | 智弁和歌山（3年連続24回目）                    | 2回戦                                          | ○ 7 - 1 明徳義塾                               | 3回戦                                          |
| 2019年（第101回大会） | 智弁和歌山（3年連続24回目）                    | 3回戦                                          | ● 1 - 4x 星稜（延長14回・TB）                  | 3回戦                                          |
| 2020年（第102回大会） | （新型コロナウイルス感染症流行による大会中止） | （新型コロナウイルス感染症流行による大会中止） | （新型コロナウイルス感染症流行による大会中止） | （新型コロナウイルス感染症流行による大会中止） |
| 2021年（第103回大会） | 智弁和歌山（4大会連続25回目）                  | 2回戦                                          | ○ 宮崎商（不戦勝）                             | 優勝                                           |
| 2021年（第103回大会） | 智弁和歌山（4大会連続25回目）                  | 3回戦                                          | ○ 5 - 3 高松商                                 | 優勝                                           |
| 2021年（第103回大会） | 智弁和歌山（4大会連続25回目）                  | 準々決勝                                       | ○ 9 - 1 石見智翠館                             | 優勝                                           |
| 2021年（第103回大会） | 智弁和歌山（4大会連続25回目）                  | 準決勝                                         | ○ 5 - 1 近江                                   | 優勝                                           |
| 2021年（第103回大会） | 智弁和歌山（4大会連続25回目）                  | 決勝                                           | ○ 9 - 2 智弁学園                               | 優勝                                           |
| 2022年（第104回大会） | 智弁和歌山（5大会連続26回目）                  | 2回戦                                          | ● 3 - 5 国学院栃木                             | 初戦敗退                                       |
| 2023年（第105回大会） | 市和歌山（7年ぶり6回目）                       | 1回戦                                          | ○ 5 - 4 東京学館新潟                           | 2回戦                                          |
| 2023年（第105回大会） | 市和歌山（7年ぶり6回目）                       | 2回戦                                          | ● 1 - 11 神村学園                              | 2回戦                                          |
| 2024年（第106回大会） | 智弁和歌山（2年ぶり27回目）                    | 2回戦                                          | ● 4 - 5 霞ヶ浦 （延長11回TB）                  | 初戦敗退                                       |
| 2025年（第107回大会） | 智弁和歌山（2年連続28回目）                    | 1回戦                                          | ● 1 - 4 花巻東                                 | 初戦敗退                                       |

## 通算成績
| 出場 | 試合 | 勝利 | 敗戦 | 引分 | 勝率 | 優勝 | 準優勝 | ベスト4 | ベスト8 |
| ---- | ---- | ---- | ---- | ---- | ---- | ---- | ------ | ------- | ------- |
| 91   | 212  | 128  | 83   | 1    | .606 | 8    | 5      | 10      | 9       |

## 学校別成績
| 校名       | 出場 | 勝敗        | 直近出場 | 最高成績 | 前身校     |
| ---------- | ---- | ----------- | -------- | -------- | ---------- |
| 智弁和歌山 | 28回 | 42勝25敗    | 2024年   | 優勝3回  |            |
| 桐蔭       | 20回 | 32勝17敗1分 | 1986年   | 優勝2回  | 和歌山中   |
| 箕島       | 8回  | 13勝7敗     | 2013年   | 優勝1回  |            |
| 向陽       | 7回  | 14勝5敗     | 1947年   | 優勝2回  | 海草中     |
| 市和歌山   | 6回  | 6勝6敗      | 2023年   | ベスト4  | 市和歌山商 |
| 新宮       | 5回  | 5勝5敗      | 1956年   | ベスト4  |            |
| 海南       | 4回  | 5勝4敗      | 1964年   | ベスト8  | 海南中     |
| 和歌山商   | 4回  | 4勝4敗      | 1957年   | ベスト4  | 県和歌山商 |
| 和歌山工   | 2回  | 3勝2敗      | 1985年   | ベスト8  |            |
| 星林       | 2回  | 2勝2敗      | 1990年   | 3回戦    |            |
| 南部       | 2回  | 1勝2敗      | 1982年   | 3回戦    |            |
| 高野山     | 1回  | 0勝1敗      | 1988年   | 初戦敗退 |            |
| 田辺       | 1回  | 0勝1敗      | 1995年   | 初戦敗退 |            |
| 初芝橋本   | 1回  | 0勝1敗      | 2001年   | 初戦敗退 |            |